# 高木貴理子
高木 貴理子（たかぎ きりこ、11月30日生まれ）は、日本の洋画家。
アルミ、天然石、硝子、鏡などの素材を用いた油絵を描く。

## 人物
東京都大田区出身。
2013年に第82回朔日会で文部科学大臣賞を受賞した。東京都美術館で開催された朔日会公募展の展示担当者は「貴金属と油絵の融合という新しい試みが、すでに評価されていたが、今回の作品では、そのメルヘンチックな画風が大きく注目された」と述べている。

## 主な展覧会
- 2000年  池袋西武本店 アートフォーラム
- 2002年  東京大丸
- 2002～2010年 池袋三越（５回）
- 2003年  大阪 八尾西武
- 2003年  広島 天満屋 八丁堀店
- 2003年  北海道 帯広 藤丸
- 2005年  広島三越
- 2009年  大阪 心斎橋大丸本店
- 2010、2012年 千葉三越
- 2012年8月「夢あふれる色の世界」[2] 銀座三越 8階ギャラリー
- 2013年6月「第82回 朔日会[3]」東京都美術館にて文部科学大臣賞を受賞
- 2018年5月「第87回 朔日会[4]」東京都美術館にて東京都議会議長賞を受賞
- 2019年5月　高木貴理子展[5] 三越名古屋栄店 7F 特選画廊